# Yamakasi
Pour plus de détails, voir Fiche technique et Distribution.
Yamakasi  (Lingala : ya makási), souvent sous-titré Les Samouraïs des temps modernes ou Yamakasi - Les 7 samouraïs des temps modernes au Québec est un film français réalisé par Ariel Zeitoun et sorti en 2001.
Les Yamakasi, avant d'être les héros d'un film, sont un groupe d'amis se connaissant depuis leur jeunesse. Les cofondateurs de l'« art du déplacement » sont Charles Perrière, Chau Belle, Williams Belle, Yann Hnautra, Laurent Piemontesi, Guylain Boyeke et Malik Diouf. Ce même art différentiable dans sa vision des choses est nommé parkour par David Belle et freerun par Sébastien Foucan qui ajoute une partie acrobatique au parkour. Ce film a participé à la popularisation de cette discipline.

## Synopsis
Les Yamakasi sont sept jeunes de banlieue qui ont créé leur propre discipline : l'art du déplacement (ADD). Ils bravent tous les dangers, mais s'assurent de garder un mental fort. Ils escaladent les immeubles, effectuent des sauts vertigineux. Chacun des membres a sa spécialité : « Baseball » est un lanceur d'élite, « l'Araignée » se déplace tel le super-héros homonyme, la Belette est une véritable anguille, « Zicmu » (« musique » en verlan) puise son énergie dans la musique, « Rocket » est aussi rapide qu'une fusée, « Tango » est un danseur et « Sitting Bull » est le leader.
Les plus jeunes du quartier les admirent et essayent de les imiter. Un jour, un accident se produit : Djamel, un garçon cardiaque, veut faire comme les Yamakasi en escaladant l'arbre de son école mais il tombe et son cœur lâche. À l'hôpital, le docteur ne trouve qu'un cœur mais il coûte 400 000 francs. N'ayant pas les moyens de payer, Fatima, la mère du jeune garçon, fait une tentative de suicide mais est sauvée par les Yamakasi. Ces derniers vont alors cambrioler les chirurgiens du conseil d'administration de l'hôpital, à qui l'argent reviendra pour payer les frais médicaux.

## Fiche technique
Sauf indication contraire, les informations mentionnées dans cette section peuvent être confirmées par la base de données cinématographiques IMDb,  présente dans la section « Liens externes ».
- Titre original : Yamakasi - Les samouraïs des temps modernes
- Réalisation : Ariel Zeitoun, avec la participation de Julien Seri pour certaines séquences
- Scénario : Luc Besson, Philippe Lyon et Julien Seri, avec les dialogues de Philippe Lyon et Julien Seri, sur une idée originale de Luc Besson et Charles Perrière
- Musique : JoeyStarr et DJ Spank
- Direction artistique : Fred Lapierre
- Décors : Caroline Duru, Frédéric Duru, Fred Lapierre, Frédérique Lapierre
- Costumes : Olivier Bériot
- Photographie : Philippe Piffeteau
- Son : Laurent Zeilig, Jean Umansky, François-Joseph Hors, Didier Lozahic
- Montage : Yohann Costedoat, Stéphanie Gaurier, Yann Hervé, Claude-France Husson et Charlotte Rembauville
- Production : Virginie Besson-Silla
- Sociétés de production[1] : EuropaCorp, Leeloo Productions et TF1 Films Production[2], avec la participation de Studiocanal
- Société de distribution : EuropaCorp Distribution
- Budget : 6 940 000 €[3]
- Pays de production :  France
- Langues originales : français, arabe
- Format[4] : couleur - 35 mm - 2,35:1 (Cinémascope) - son DTS | Dolby Digital
- Genre : comédie, action
- Durée : 90 minutes
- Dates de sortie[5] :
  - France, Belgique, Suisse romande : 4 avril 2001[6],[7]
- Classification[8] :
  - France : tous publics[9]
  - Belgique : tous publics (Alle Leeftijden)[6]
  - Suisse romande : interdit aux moins de 12 ans[10]

## Distribution

### Les Yamakasi
- Châu Belle Dinh : Oliver Chen (« Baseball »)
- Williams Belle : Bruno Duris (« l'Araignée »)
- Malik Diouf : Malik N'Diaye (« la Belette »)
- Yann Hnautra : Ousmane Dadjacan (« Zicmu »)
- Guylain N'Guba Boyeke : Abdou N'Goto (« Rocket »)
- Charles Perrière : Ousmane Bana (« Sitting Bull »)
- Laurent Piemontesi : Jean-Michel Lucas (« Tango »)

### Autres
- Jo Prestia : le receleur
- Maher Kamoun : l'inspecteur Vincent Asmine
- Bruno Flender : Michelin
- Afida Tahri : Fatima
- Nassim Faid : Djamel
- Djemel Amel : Aila
- Frédéric Pellegeay : Fretin
- Gérald Morales : le médecin chef Le Tronc
- Pascal Liger : le commissaire Orsini
- Jacques Hansen : le conseiller du ministre de la Santé
- Jean-Pierre Germain : le collègue de Nicolas dit « J-P »
- Chloé Flipo : Claire
- David Tissot : Gaultier
- Stéphane Boucher : le parano
- Isabelle Moulin : la bourgeoise que les Yamakasi cambriolent alors que la police est là
- Rebecca Hampton : la secrétaire du conseiller du ministre
- Camille Cottin : l'institutrice de Djamel
- Thomas Jouannet : le médecin

## Production
Julien Seri a dirigé le film au début du tournage, il fut remplacé en cours de tournage (Seri réalisera en 2004 Les Fils du vent avec les mêmes acteurs principaux)[réf. nécessaire]..
Le tournage s'est déroulé entre le 3 juillet et le 10 novembre 2000 à Paris et à Choisy-le-Roi. Les scènes d'extérieur sont tournées en grande partie à Choisy-le-Roi.

## Bande originale
La musique du film est composée par DJ Spank et JoeyStarr. L'album rassemble divers artistes de leur label B.O.S.S. ainsi que des artistes comme Busta Flex et Disiz La Peste.
Liste des titres
1. DJ Spank – Zicmu (intro)
2. Faby feat. Lady Laistee – Femmes
3. DJ Spank – Sitting Bull
4. Iron Sy & Disiz La Peste – Bon ou Mauvais
5. JoeyStarr – Grimpe
6. DJ Spank – Présentation des personnages
7. Reptiles feat. Jimi Sissoko –	Plus de repères
8. Mass – Boogie Down
9. DJ Spank – Suicide
10. JoeyStarr – Urgence
11. DJ Spank – L'Assaut
12. Busta Flex –	Chela
13. F-DY Phenomen & Jaeyez – En guerre
14. DJ Spank – La Poursuite Des Chiens
15. Dad PPDA – Le Grand Show
16. DJ Spank – Outro
Titres bonus
17. Ol' Kainry feat. Jango Jack – Miaou
18. Fatcap & Jaeyez feat. JoeyStarr – Comme des fous

## Les Yamakasi , pionniers de l'art du déplacement
Les Yamakasi sont pionniers du mouvement « art du déplacement » (ADD), dont David Belle (Banlieue 13) faisait partie. Ce dernier créa par la suite la branche du parkour. Pour le côté esthétique et free-style, on trouve de nombreuses similitudes avec le freerun de Sébastien Foucan.
Juste avant ce film, ils jouaient le rôle des gargouilles dans la comédie musicale Notre-Dame de Paris, puis Luc Besson les fit figurer dans Taxi 2.
Quelques mois après la sortie du film, les Yamakasi ont participé à Fort Boyard et détiennent depuis le record de gains de l'émission avec 37 118 €.
Yamakasi est seulement le nom du 1er groupe ayant dévoilé la pratique au grand jour et vient du lingala qui veut dire : « Esprit fort », « Homme fort » ou encore « Corps Fort ».

## Scène culte
Le film Yamakasi est marqué par une scène culte : l'ascension des 23 étages de la tour dite « des Bleuets » dans le film qui est dans la réalité la « tour de l’Église » sur la dalle de Choisy-le-Roi dans le Val De Marne (48°45.8658'N, 2°24.4644'E), pour assister au lever du Soleil depuis le toit de l'immeuble.
Cette scène est réalisée sans trucage mais les acteurs étaient équipés d'un harnais de sécurité.